# 슬루

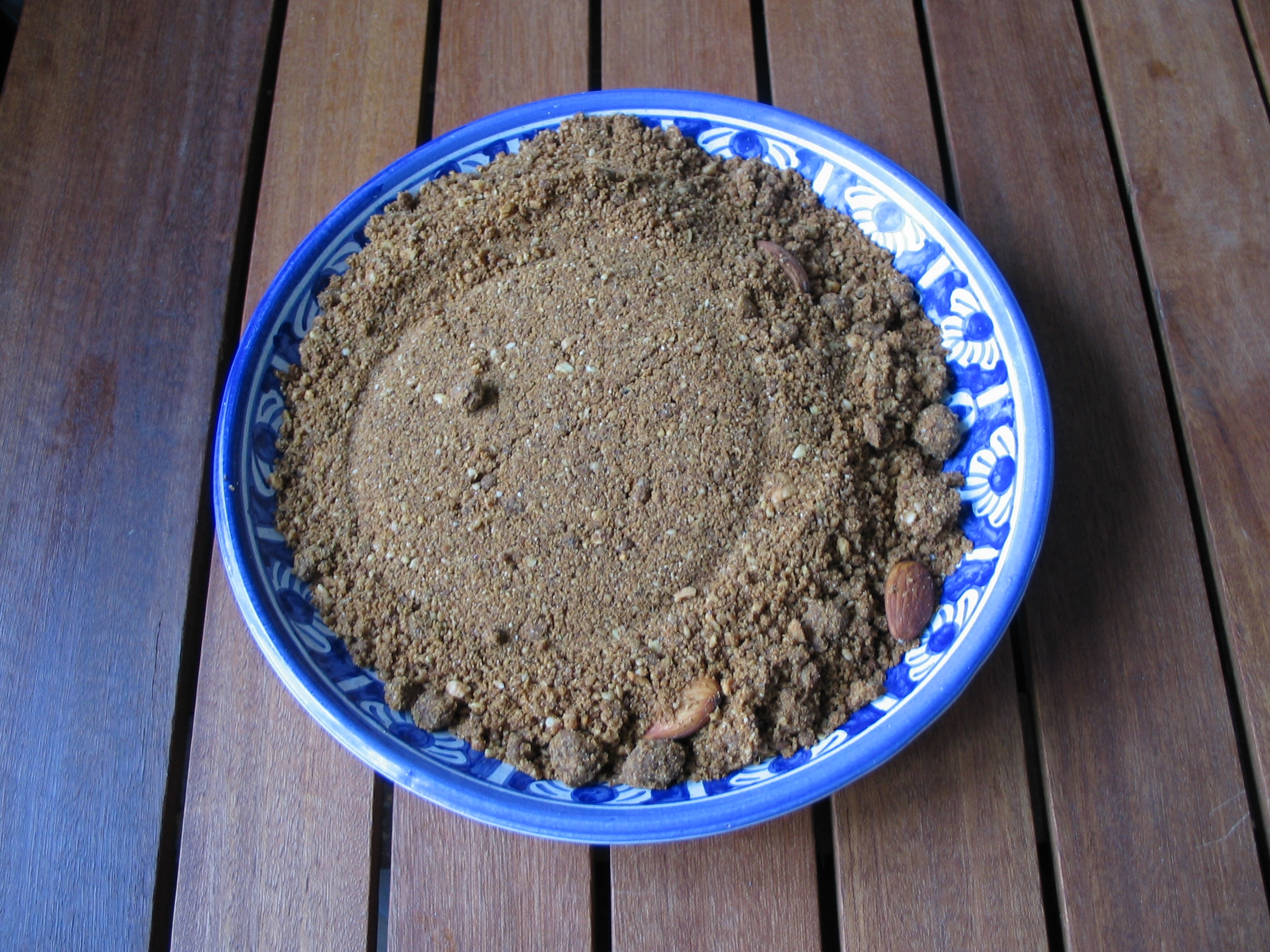

슬루(모로코 아랍어: سلو)는 모로코에서 소비되는 디저트이다. 버터, 꿀, 아몬드, 참깨 및 기타 견과류와 향신료를 섞은 구운 밀가루 베이스로 만들어지며 라마단 성월 동안 모로코에서 중요한 요리 중 하나이다. 베르베르 출신, 알모라비드 술탄이 소비한 그 조상격이 되는 아슬루(aselou)는 밀과 꿀로 준비되었다.

## 같이 보기
- 모로코 요리